# Plebejus achaiana
Plebejus achaiana är en fjärilsart som beskrevs av Brown 1977. Plebejus achaiana ingår i släktet Plebejus och familjen juvelvingar. Inga underarter finns listade i Catalogue of Life.